# Hermarchos

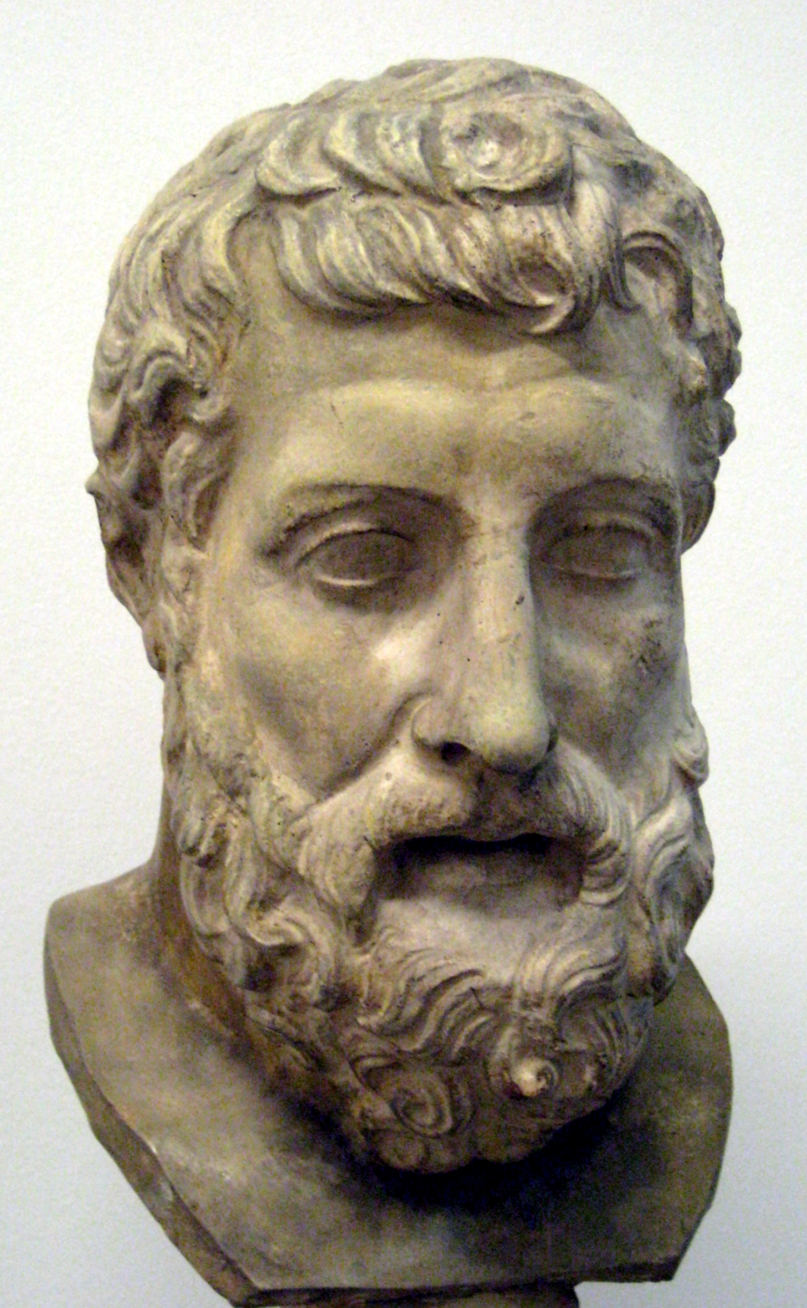
Hermarchos (byst).

Hermarchos (på grekiska Ἕρμαρχος), levde omkring 325 f.Kr. - 250 f.Kr.,  och var en antik grekisk filosof. Son till Agemortos, som var en fattig man från Mytilene. Hermarchos var efter Epikuros död ledare för den epikureiska skolan. Det skedde runt 270 f.Kr.  Dessförinnan var han främst verksam som retoriker.
Hermarchos dog vid en hög ålder, med ett rykte som en stor filosof. Cicero bevarade ett brev från Epikuros till Hermarchos, där Epikuros bland annat ber Hermarchos att skydda Metrodoros barn. 
Hermarchos var författare till flera verk, som karakteriseras av Diogenes Laertios som "utmärkta" (Grekiska: κάλλιστα). Bland verken fanns:
- Πρὸς Ἐμπεδoκλέα - Mot Empedokles (i 22 böcker)
- Περὶ τῶν μαθημάτων - Om matematikerna
- Πρὸς Πλάτωνα - Mot Platon
- Πρὸς Ἀριστoτέλην - Mot Aristoteles

Men de är alla förlorade, och vi vet inget mer om dem än deras titlar.  Men från ett uttalande av Cicero,  kan vi anta att verken var av en polemisk natur, och riktade direkt mot Platons, Aristoteles och Empedokles filosofier. 
Ett långt fragment (citat eller parafras) från ett ospecificerat verk av Hermarchos har bevarats av Porphyrios.  Detta fragment är troligtvis från Mot Empedocles.  I detta fragment filosoferar Hermarchos kring straff för mord. Han hävdar att dessa lagar endast behövs för dem som inte förstår att brott aldrig är fördelaktigt, och alltså inte behövs för dem som förstår det. Detta är i linje med epikurismens lära, vilket framgår av en jämförelse med dennas viktigaste lärosatser.